# 플래티나 데이터 (영화)
《플래티나 데이터》(일본어: プラチナデータ)는 2013년 개봉한 일본의 SF 미스터리 영화로, 히가시노 게이고의 소설 《미등록자》(원제: 플래티나 데이터)를 영화화한 것이다. 오토모 게이시 감독이 연출했고, 니노미야 가즈나리, 도요카와 에쓰시, 스즈키 호나미, 나마세 가쓰히사, 안이 출연한다.
2013년 3월 일본에 개봉하였다. 대한민국에는 같은 해 12월 12일 개봉하였다.

## 줄거리
2017년 일본 정부는 비밀리에 사람들의 DNA를 통제하려 시도합니다. DNA 분석 시스템의 발명가가 잔혹하게 살해되자, 국가경찰청 소속 젊은 과학자 류헤이 카구라가 이 범죄의 용의자로 지목됩니다.

류헤이는 결국 자신을 함정에 빠뜨린 사람을 찾아내기 위해 도망자가 될 수밖에 없습니다. 탐정 레이지 아사마가 그의 행방을 추적하기 시작합니다.

## 출연진
- 니노미야 가즈나리 - 가구라 류헤이 / 류 역
- 도요카와 에쓰시 - 아사마 레이지 형사 역
- 스즈키 호나미 - 미나카미 에리코[1] 역
- 나마세 가쓰히사 - 시가 다카시 역
- 안 - 시라토리 리사 역
- 미즈하라 기코 - 다테시나 사키 역
- 와다 소코 - 다테시나 고사쿠 역
- 엔도 가나메 - 도구라 미노루 역
- 나카무라 이쿠지 - 나스 사네유키 역
- 하기와라 미사토 - 가구라 쇼고 역

## 주제가
- 아라시 〈Breathless〉 (제이 스톰)